# Manuel Ugarte (Fußballspieler)
Manuel Ugarte Ribeiro (* 11. April 2001 in Montevideo) ist ein uruguayischer Fußballspieler. Der Mittelfeldspieler steht seit 2024 beim englischen Erstligisten Manchester United unter Vertrag und ist uruguayischer Nationalspieler.

## Karriere

### Verein
Manuel Ugarte stammt aus der Jugendarbeit von CA Fénix. Am 4. Dezember 2016 (14. Spieltag der Especial) debütierte er mit 16 Jahren in der höchsten uruguayischen Spielklasse, als er beim 4:1-Heimsieg gegen den Danubio FC in der 83. Spielminute für Agustín Canobbio eingewechselt wurde. In der Especial, der – Die Übergangssaison aufgrund des Wechsels zur Jahressaison – kam er zu einem Einsatz und im gesamten Spieljahr 2017 bestritt er kein einziges Ligaspiel. In der gesamten Saison 2018 absolvierte er ein Ligaspiel. In der Apertura 2019 wurde er von Beginn an als Stammspieler eingesetzt und erzielte am 10. März 2019 (4. Spieltag der Apertura) beim 2:0-Heimsieg gegen den Racing Club de Montevideo sein erstes Tor für den montevideanischen Verein. In diesem Spieljahr 2019 verpasste er nur zwei der 37 Ligaspiele, lief in sieben Einsätzen als Kapitän auf und machte einen Treffer. In der nächsten Saison 2020 absolvierte er 20 Ligaspiele, in denen ihm ein Torerfolg gelang.
Am 1. Januar 2020 wechselte er zum portugiesischen Erstligisten FC Famalicão. Im August 2021 verpflichtete ihn der Ligakonkurrent Sporting Lissabon.
Im Sommer 2023 wechselte er nach Frankreich zu Paris Saint-Germain und unterschrieb dort einen Vertrag bis 2028.
Im August 2024 wechselte er zu Manchester United und unterschrieb dort einen bis 2029 gültigen Vertrag.

### Nationalmannschaft
Ugarte absolvierte Länderspiele für die uruguayische U20-Nationalmannschaft. Seit Januar 2020 ist er uruguayischer U23-Nationalspieler.
Im September 2021 debütierte er in der A-Nationalmannschaft, als er beim WM-Qualifikationsspiel gegen Bolivien eingewechselt wurde. Ende 2022 gehörte er dem uruguayischen Kader für die Weltmeisterschaft an, kam dort jedoch nicht zum Einsatz.

## Titel und Erfolge
Portugal
- Ligapokalsieger: 2022

Frankreich
- Meister: 2024
- Pokalsieger: 2024
- Supercupsieger: 2023

Nationalmannschaft
- Platz 3 bei der Copa América: 2024[13]